# صندوق استثمار
صندوق الاستثمار (بالإنجليزية: Investment fund)‏ هو عبارة عن وعاء مالي يمتلكه الآلاف من المستثمرين، ويكون رأس مال الصندق مدعوما بالملايين، ويدار بواسطة خبراء متخصصين يقومون بعمل دراسات عن أفضل الشركات التي يمكن الاستثمار بها لضمان أفضل عائد ممكن. وتعتبر صناديق الاستثمار وسيلة أكثر ملائمة لصغار المستثمرين باعتبار أن الصندوق يحتوي على العديد من الأسهم والسندات فبالتالي يحصل المستثمر على ميزة التنويع ومخاطر أقل نسبيا من الاستثمار المباشر في البورصة.

## تاريخها
ترجع نشأة صناديق الاستثمار نتيجة لظهور شركات الاستثمار في القرن التاسع عشر في هولندا، ومنها انتقلت إلى فرنسا ثم إلى بريطانيا، والتي كانت آنذاك في مقدمة الدول الصناعية. وظهرت صناديق الاستثمار في الولايات المتحدة لأول مرة في نهاية الثلاثينيات من القرن الماضي، وقد صدر قانون خاص لتنظيم تكوينها ونشأتها وإدارتها في العام 1940 م، والذي عُرف حينئذ بقانون شركات الاستثمار.

## كيفية عملها
يصدر الصندوق مقابل أموال المستثمرين أوراقا مالية في صورة وثائق استثمار اسمية بقيمة واحدة، وتتغير قيمة الاستثمار في الصندوق الاستثماري تبعا للزيادة والنقصان في أسعار الأسهم والسندات التي يتكون منها الصندوق، وتعتمد قيمة الصندوق على عائدين هما نسبة الزيادة في سعر الوثيقة، والتوزيع النقدي الذي يحدده مدير الاستثمار.

## معايير اختيار الصندوق
من المعايير الهامة التي يتم على أساسها اختيار الصندوق المناسب:
- سعر الوحدة الاستثمارية في الأسهم والسندات للصندوق.
- ازدياد أو تراجع حجم الصندوق.
- نجاح الصندوق في تحقيق أهدافه المعلنة، من العائد السنوي المتوقع على الاستثمار، وإمكانية توزيع أرباح.
- حجم السيولة المتوفرة في الصندوق وإمكانية قيام المستثمر بتسييل استثماره أو الخروج من الصندوق.
- أداء الصندوق في السابق ومؤهلات القائمين على إدارته.
- مصداقية المؤسسة التي تروج وتدير الصندوق.

## اختلافه عن الاستثمار المباشر
من أهم الأختلافات بين صندوق الاستثمار والاستثمار المباشر، أن الاستثمار عن طريق صندوق الاستثمار لا يسمح بأي تحكم، حيث يتحكم في الوثيقة المتخصصين عن إدارتها، فمثلا إذا كان الصندوق يستثمر أغلب أمواله في الأسهم، وحدث حالة من انخفاض لأسعار أسهم مجال ما في السوق فسوف تنخفض قيمة الصندوق ولا يمكن التحكم في هذه الأسهم، وهذا على العكس تماما من الاستثمار المباشر الذي يمكن التحكم فيه.

## أنواع صناديق الاستثمار
تختلف صناديق الاستثمار في أنواعها وأهدافها ومن هذه الأنواع:

### صناديق الاستثمار الإسلامية[3]
وتقوم صناديق الأسهم الإسلامية على أربع أسس،
- الأول: هو اختيار الشركات التي يكون أساس نشاطها مباح فلا يستثمر في البنوك أو الشركات المنتجة للمواد المحرمة.
- والثاني: أن يحسب المدير ما دخل على الشركات التي تكون أسهمها في الصندوق من ايرادات محرمة مثل الفوائد المصرفية ثم يقوم باستبعادها من الدخل الذي يحصل عليه المستثمر في الصندوق.
- والثالث: أن يتقيد بشروطه صحة البيع فلا يشتري أسهم شركة تكون أصولها من الديون أو النقود (لعدم جواز بيع الدين لغير من هو عليه بالحسم) ولضرورة التقيد بشروط الصرف في حالة النقود. ولما كانت الشركات لا تخلوا من نقود وديون في موجوداتها، أعمل الفقهاء المعاصرون قاعدة «للكثير حكم الكل» فإذا كانت الديون قليلة كان الحكم للغالب الكثير لا للقليل، وحد القلة الثلث، ولذلك إذا كان هذه الديون أقل من الثلث كان الحكم للغالب وليس للقليل.
- والرابع: أن لا يمارس المدير في الصندوق عمليات غير جائزة مثل البيع القصير للأسهم أو الخيارات المالية أو الأسهم الممتازة.

ويعد بنك فيصل الإسلامي المصري أول من اقتحم مجال تأسيس صناديق الاستثمار الإسلامية، عام 2004، ويوجد حتى الآن في مصر من بين 42 صندوق استثمار، عدد صناديق الاستثمار الإسلامية يبلغ 7 صناديق، وهناك توقعات بارتفاعها إلى 12 صندوقا نهاية عام 2008 م.

### أنواع أخرى
ومن أنواع الصناديق الأخرى:
- «صناديق الدخل» وهذه يكون هدفها الاستثمار في الأوراق المالية ذات السيولة العالية مثل ودائع البنوك وأذون الخزانة
- و«صناديق النمو» ويكون أستثمارها على المدى الطويل وتتركز استثمارها في الأسهم العادية لتحقيق أرباح عالية.